# Из истории политической и правовой мысли
«Из истории политической и правовой мысли» —  книжная серия, выпускавшаяся специализированным издательством «Юридическая литература» (Москва) с 1978 по 1989. Относительно небольшие по объёму книги серии содержали обстоятельный разбор основополагающих произведений выдающихся мыслителей прошлого.
Формат: 84x108/32 (~130х205 мм); обложка бумажная.

## Книги серии
1978
- Грацианский П. С. Десницкий. — М.: Юридическая литература, 1978. — 112 с. — (Из истории политической и правовой мысли).

- Куприц Н. Я. Ковалевский. — М.: Юридическая литература, 1978. — 120 с. — (Из истории политической и правовой мысли). — 15 000 экз.

1979
- Нерсесянц В. С. Гегель. — М.: Юридическая литература, 1979. — 112 с. — (Из истории политической и правовой мысли).

- Скрипилёв Е. А. Чернышевский. — М.: Юридическая литература, 1979. — 96 с. — (Из истории политической и правовой мысли).

- Темнов Е. И. Макиавелли. — М.: Юридическая литература, 1979. — 72 с. — (Из истории политической и правовой мысли).

1980
- Зорькин В. Д. Муромцев. — М.: Юридическая литература, 1980. — 128 с. — (Из истории политической и правовой мысли).

- Рзаев А. К. Ахундов. — М.: Юридическая литература, 1980. — 72 с. — (Из истории политической и правовой мысли).

1981
- Золотухина Н. М. Иосиф Волоцкий. — М.: Юридическая литература, 1981. — 102 с. — (Из истории политической и правовой мысли).

- Каленский В. Г. Медисон. — М.: Юридическая литература, 1981. — 128 с. — (Из истории политической и правовой мысли).

1983
- Бонташ П. К., Прозорова Н. С. Томас Мор. — М.: Юридическая литература, 1983. — 112 с. — (Из истории политической и правовой мысли).

- Экимов А. И. Коркунов. — М.: Юридическая литература, 1983. — 96 с. — (Из истории политической и правовой мысли).

1984
- Баскин Ю. Я. Кант. — М.: Юридическая литература, 1984. — 88 с. — (Из истории политической и правовой мысли).

- Зорькин В. Д. Чичерин. — М.: Юридическая литература, 1984. — 112 с. — (Из истории политической и правовой мысли).

- Нерсесянц В. С. Платон. — М.: Юридическая литература, 1984. — 104 с. — (Из истории политической и правовой мысли).

1985
- Графский В. Г. Бакунин. — М.: Юридическая литература, 1985. — 144 с. — (Из истории политической и правовой мысли).

1986
- Лазарев В. В. Чаадаев. — М.: Юридическая литература, 1986. — 112 с. — (Из истории политической и правовой мысли). — 25 000 экз.

- Мирзаев С. Б. Полибий: (Древнегреческий мыслитель и политик). — М.: Юридическая литература, 1986. — 112 с. — (Из истории политической и правовой мысли).

1987
- Решетников Ф. М. Беккариа: (Итальянский просветитель, юрист, публицист XVIII в.). — М.: Юридическая литература, 1987. — 128 с. — (Из истории политической и правовой мысли).

- Скакун О. Ф. Иван Франко. — М.: Юридическая литература, 1987. — 128 с. — (Из истории политической и правовой мысли).

1988
- Азаркин Н. М. Монтескьё: (Французский мыслитель, юрист). — М.: Юридическая литература, 1988. — 128 с. — (Из истории политической и правовой мысли). — ISBN 5-7260-0045-5.

- Скрипилёв Е. А. Добролюбов. — М.: Юридическая литература, 1988. — 128 с. — (Из истории политической и правовой мысли). — ISBN 5-7200-0162-1.

1989
- Ударцев С. Ф. Кропоткин. — М.: Юридическая литература, 1989. — 144 с. — (Из истории политической и правовой мысли). — ISBN 5-7260-0100-1.